# 마리오 테니스
마리오 테니스(일본어: マリオテニス)는 닌텐도가 발매하는 테니스 게임이다. 마리오 시리즈에 등장하는 주요 캐릭터들이 테니스로 대결한다.

## 시리즈 목록
| 제목                        | 발매일           | 플랫폼            |
| --------------------------- | ---------------- | ----------------- |
| 마리오 테니스 64            | 2000년 7월 21일  | 닌텐도 64         |
| 마리오 테니스 GB            | 2000년 11월 1일  | 게임보이 컬러     |
| 마리오 테니스 GC            | 2004년 10월 28일 | 닌텐도 게임큐브   |
| 마리오 테니스 어드밴스      | 2005년 9월 13일  | 게임보이 어드밴스 |
| Wii로 노는 마리오 테니스 GC | 2009년 1월 15일  | Wii               |
| 마리오 테니스 오픈          | 2012년 5월 24일  | 닌텐도 3DS        |
| 마리오 테니스 울트라 스매시 | 2016년 1월 28일  | Wii U             |
| 마리오 테니스 에이스        | 2018년 6월 22일  | 닌텐도 스위치     |

### 테니스가 수록되어 있는 작품
| 제목                     | 발매일          | 플랫폼     |
| ------------------------ | --------------- | ---------- |
| 마리오 스포츠 슈터스타즈 | 2017년 3월 30일 | 닌텐도 3DS |